# Nuga nareul michige haneunga
Nuga nareul michige haneunga (누가 나를 미치게 하는가?), noto anche con i titoli internazionali Who Drives Me Crazy e Who Makes Me Crazy, è un film del 1995 scritto e diretto da Koo Im-seo.

## Trama
Kim Jong-du è profondamente innamorato della sua fidanzata, Joo-young, ma teme che lei possa lasciarlo per qualcuno più ricco e affascinante.

## Distribuzione
In Corea del Sud la pellicola ha goduto di una distribuzione nazionale, a partire dal 30 settembre 1995.